# Kasteel Puienbroek
Kasteel Puienbroek (ook: Puidenbroek) is een voormalig kasteel in Sint-Kruis, deelgemeente van de stad Brugge, gelegen aan de Puienbroeklaan 35-37.

## Geschiedenis
Een domein, genaamd Puienbroek (puid = kikker; broek = moeras), werd al vermeld in 1288 en in 1450 is sprake van ene Hendrik van Pudenbroec, die kok was aan het Grafelijk Hof van Male en die mogelijk eigenaar was van het domein. In 1711 wordt een kasteeltje vermeld: ende is beloop daer de goede ende casteele ghenaemt puijdenbrouck in staen. In 1834 werd het kasteeltje ingrijpend verbouwd door Adolphe Goupy de Beauvolers, burgemeester van Sint-Kruis. In 1858 kwam het goed aan de Malingreau d'Hembise. Eugène de Peelaert, bezitter van het tegenoverliggende domein, Kasteel De Vijvers, trouwde met Mathilde de Malingreau d'Hembise, waarmee beide domeinen in handen van dezelfde familie kwamen.
In 1932 werd het kasteel afgebroken en vervangen door een villa, die ontworpen werd door Maurice Fétu. Voor en na de Tweede Wereldoorlog werd het oostelijk deel verkaveld en kwam daar een villawijk.
Nog steeds is er sprake van een bosrijk domein, met een monumentale rode beuk, een ijskelder en een vijver die op 7,5 meter hoogte ligt en afwater naar de Malevijver op landgoed De Vijvers.